# Village de marques
 (septembre 2016).
Améliorez-le ou discutez des points à vérifier. 
Village de marques est une appellation utilisée par des centres commerciaux spécialisés dans les ventes promotionnelles, principalement d'articles textiles et accessoires de mode, et aussi d'articles de décoration.
A ne pas confondre avec "Le Village des Marques" qui est une marque déposée le 7 février 2000 par la société britannique  Freeport Retail Limited limitée au secteur de la restauration.

## Description
Cette dénomination commerciale n'est pas en elle-même une définition légale, contrairement à celle des magasins d'usines. Le concept des magasins d'usines a une première fois évolué dans les années 1990 avec la création de « centres de marques », par exemple à Troyes et à Roubaix. Celui de « village de marques » a été mis en place, dans les années 2000, par des groupes commerciaux et des promoteurs immobiliers afin de redynamiser le secteur, et capter l'intérêt d'une clientèle de plus en plus sollicitée par des filières de commercialisation (ventes privées, Internet, magasins éphémères) qui sont en concurrence directe avec les magasins d'usines.
Le « village de marques » est un regroupement dans un même lieu de boutiques organisées à la façon d'un village (et pastichant souvent l'architecture traditionnelle de la région d'implantation) et proposant des produits de grandes marques à des prix dégriffés. L’architecture de ces centres commerciaux se prétend de meilleure qualité que celle des magasins d'usines, visant à en faire de vrais lieux de promenade, voire des destinations touristiques en elles-mêmes, en proposant non seulement des marques à forte notoriété à des prix attractifs, mais également de la restauration et des loisirs.
Les marques y trouvent un moyen d'organiser toute l'année des ventes d'articles d'une manière proche des soldes, en contournant les contraintes temporelles légales de ces dernières. Positionnés dans le moyen et le haut de gamme, ces regroupements d'enseignes connues écoulent des stocks d'invendus, des articles issus de collections de l'année précédente et des « surplus de production ». Le flou de ce dernier terme permet souvent dans les faits à ces magasins d'être libres de commercialiser des articles récents, voire fabriqués spécialement pour la vente dans ces lieux ; selon leurs détracteurs, ces espaces commerciaux s'éloignent donc de plus en plus du rôle premier des magasins d'usines et concurrencent de façon déloyale les autres commerces des villes où ces structures sont implantées. 
On compte plusieurs villages de marques en France, par exemple : 
- à Miramas : McArthurGlen Provence - ouvert en 2017
- à Marne-la-Vallée : La Vallée Village
- à Nailloux, à côté de Toulouse : Nailloux Fashion Village (ouvert en 2011)
- à Roppenheim, à côté de Strasbourg : The Style Outlets (2012)
- à Villefontaine, à côté de Lyon : The Village (2018)
- à Douains, dans l'Eure (ouvert le 27 avril 2023)[1]

Plusieurs projets d'implantation sont à l’étude à travers la France ainsi que d'autres « villages » similaires ailleurs en Europe (par exemple en Belgique, en Espagne et en Italie).